# Superbird A2
O Superbird A2, também conhecido por Superbird 6, que foi sua designação de pré-lançamento, foi um satélite de comunicação geoestacionário japonês construído pela empresa Boeing, ele esteve localizado na posição orbital de 158 graus de longitude leste e era operado pela Space Communications Corporation (SCC). O satélite foi baseado na plataforma BSS-601 e sua vida útil estimada era de 13 anos.

## História
A Space Communications Corporation (SCC), uma empresa de serviços de comunicações por satélite no Japão, em setembro de 2001, ordenou a Boeing Satellite Systems a construir o satélite de comunicações Superbird 6 (renomeado em órbita para Superbird A2), que foi baseado na plataforma Boeing BSS-601. Foi o terceiro satélite Boeing a ser construído para a SCC. O Superbird 6 foi lançado no terceiro trimestre de 2003.
O Superbird 6, previsto para ser colocado em um slot orbital de 158,0 graus de longitude leste, para prestar serviços de telecomunicações de negócios no Japão usando um feixe para os serviços de banda Ku e Ka, juntamente com um feixe direcionável local para serviços adicionais de banda Ka. O satélite tem uma carga útil de 23 transponders em banda Ku ativos e quatro transponders de banda Ka.
O Superbird 6 foi entregue pelo veículo de lançamento Atlas-2AS, em sua órbita de transferência super-síncrona pré-definido. Mas não se considerou a influência da gravidade da Lua nesta órbita, o que fez com que terminasse em uma órbita muito baixa. Para resgatar o satélite, foi usado a maioria de seu combustível. Ainda, além disso, os painéis solares exteriores tiveram suas capacidades reduzidas, possivelmente devido à baixa órbita. O satélite provavelmente não pôde entrar em serviço como o planejado em julho de 2004. Um dos dois principais tanques de combustível na nave espacial perdeu pressão em 28 de novembro. Essa anomalia fará com que a vida útil da sonda seja reduzida de forma significativa. Aparentemente, o satélite nunca foi encomendado para serviço regular.

## Lançamento
O satélite foi lançado ao espaço no dia 16 de abril de 2004, às 00:45 UTC, por meio de um veículo Atlas-2AS, laçando a partir da Estação da Força Aérea de Cabo Canaveral, na Flórida, EUA. Devido a um erro no lançamento o satélite acabou descendo para uma baixa órbita, o que foi necessário usar uma boa parte de seu combustível para leva-lo à órbita geoestacionária. Ele tinha uma massa de lançamento de 3.100 kg.

## Capacidade e cobertura
O Superbird A2 era equipado com 23 transponders em banda Ku ativos, e 4 transponders em banda Ka ativos para prestar serviços via satélite ao Japão.